# Tetragona ziegleri
Tetragona ziegleri är en biart som först beskrevs av Heinrich Friese 1900.  Tetragona ziegleri ingår i släktet Tetragona och familjen långtungebin. Inga underarter finns listade i Catalogue of Life.